# توماس هنری (بازیکن فوتبال)
توماس هنری (انگلیسی: Thomas Henry؛ زادهٔ ۲۰ سپتامبر ۱۹۹۴) بازیکن فوتبال اهل فرانسه است.
از باشگاه‌هایی که در آن بازی کرده‌است می‌توان به باشگاه فوتبال نانت، باشگاه فوتبال اود-هورلی لوون، و ای‌اف‌سی توبیز اشاره کرد.